# 스카이프
스카이프(Skype)는 무료 영상통화를 가능하게 했던 소프트웨어였으나, 2025년 6월부터 접속과 사용을 하지 못하는 인터넷 기반의 소프트웨어다. 영상통화를 안정적으로 이용가능한 소프트웨어였고, 세계적으로 인기를 얻어 널리 사용했다. 하지만 영상통화 기술 발전과 새로운 소프트웨어 등장으로 점차 사용량이 줄어들었다. 마이크로소프트 계열사 간 경쟁에서도 스카이프 사용자들이 팀즈로 대거 선회했고, 팀즈의 선호도가 스카이프보다 훨씬 높았다. 마이크로소프트는 2025년 5월까지 영상통화와 관련 기능과 사용자 활동 내역까지도 팀즈로 단일화하기로 결정하였다.
에스토니아의 스카이프 테크놀로지스(현: 마이크로소프트)가 개발한 무료 VoIP 소프트웨어이다. 마이크로소프트 윈도우, 리눅스, macOS, 엑스박스, iOS, 안드로이드, 윈도우 모바일용으로 개발하여 다양한 운영 체제에서 사용하도록 설계했다. P2P 기술을 이용하여, 연결망이 비교적 느린 속도여도 높은 통화품질의 안정된 통화를 실현한 특징이 있다. 국가에 따라 제한하지만, 유료로 일반 전화와도 통화했으며, 화상 통화와 화면 공유 기능도 지원하는 등의 다양한 기능을 제공했다.
2025년 2월, 마이크로소프트는 마이크로소프트 팀즈 서비스의 선호로 인해 스카이프가 5월 5일 종료될 것이라고 발표하였다.

## 역사
2005년에 개발회사가 미국의 이베이사가 인수했다가 2013년 마이크로소프트사에 매각하여 운영했다. 당시 스카이프 서비스의 선호로 인해 윈도우 라이브 메신저의 퇴역 소식을 전했으며 중국 본토에서는 메신저를 계속 서비스하겠다고 밝혔다. 마이크로소프트는 2013년 4월 모든 사용자를 스카이프로 이전시켰다.
대한민국에서 2011년 7월까지 옥션과 함께 운영했고, 2025년 5월까지 대성그룹과 함께 운영했다.

## 개요
스카이프 이용자를 위한 여러 제품도 판매했으며, 크레딧으로 유료 전화가 가능했다. 대한민국에서 대성스카이프 홈페이지에서 구매했다. 편의점이나 인터넷에서 영수증을 발급받는 방식으로 10% 부가세를 포함하여 판매했었다.

## 같이 보기
- 카카오톡
- 다음 마이피플
- 챗온
- 구글 토크